# Denisa Barešová
Denisa Barešová (* 16. prosince 1995 Praha) je česká herečka, držitelka Ceny Thálie 2021 pro činoherního umělce do 33 let. Od sezony 2023/24 je členkou činohry Národního divadla. 

## Životopis
Vystudovala Gymnázium a hudební školu hl. m. Prahy, obor zpěv. V dětství byla členkou Dismanova rozhlasového dětského souboru. Jako malá se objevila na prknech Národního divadla v roli Adélky v inscenaci Jana Antonína Pitínského Babička.
Již po třetím ročníku gymnázia byla přijata na obor herectví Katedry činoherního herectví Divadelní fakulty Akademie múzických umění v Praze. Během maturitního ročníku zároveň studovala první ročník DAMU, které v roce 2018 absolvovala s Cenou Jiřího Adamíry v ročníku Darii Ullrichové a Jana Nebeského. Působila v uměleckém uskupení OLDstars. Od roku 2018 do června 2021 byla v angažmá ve Švandově divadle na Smíchově. V roce 2021 získala Cenu Thálie pro činoherního umělce do 33 let. Česká verze časopisu Forbes ji v roce 2022 zařadila mezi „30 pod 30“, třicítku talentovaných osobností napříč obory do 30 let věku.V sezoně 2022/2023 hostovala v Národním divadle v inscenaci Nebezpečné známosti v roli Cecile de Volanges. Od sezony 2023/2024 je členkou Činohry Národního divadla. 

## Filmografie
| Rok  | Název            | Role                 | Poznámky                                  |
| ---- | ---------------- | -------------------- | ----------------------------------------- |
| 2010 | Román pro muže   | Aneta (ve 14 letech) |                                           |
| 2014 | Nevinné lži      | Marie                | televizní seriál, díl: „Na dně skleničky“ |
| 2015 | Laputa           | Bára                 |                                           |
| 2017 | Specialisté      |                      | televizní seriál, díl: „Smrtící hra“      |
| 2018 | Jan Palach       | Helena Zahradníková  |                                           |
| 2018 | Profesor T.      |                      | televizní seriál, díl: „Smrt v maskách“   |
| 2018 | Vzteklina        | Erna Hertzová        | televizní seriál, 6. díl                  |
| 2019 | Princip slasti   | Alice                | televizní seriál, 7. díl                  |
| 2019 | Sever            | Marie Hanusová       | televizní seriál, díl: „Nepřátelé státu“  |
| 2020 | Krajina ve stínu | Zdena Pachlová       |                                           |
| 2020 | Terapie sdílením | herečka              | internetový seriál, díl: „Miluju tě“      |
| 2021 | Božena           | Hela                 | televizní seriál, 1. díl                  |
| 2021 | Kukačky          | Marcela              | televizní seriál, jedna z hlavních rolí   |
| 2021 | Zrcadla ve tmě   | hlas v představení   |                                           |
| 2022 | Podezření        | Tereza               | televizní minisérie                       |
| 2022 | Barcarole        | Zdena                | krátký film                               |
| 2022 | Promlčeno        | Eliška               |                                           |
| 2022 | Guru             | Aneta                | minisérie                                 |
| 2022 | Půlnoční zpověď  |                      | minisérie                                 |
| 2022 | Chlap            | Karolína Franková    | televizní seriál                          |

## Divadelní role, výběr
- 2015 Martina Kinská: Pankrác ’45, Hana (v alternaci s Evou Josefíkovou), Švandovo divadlo, režie Martina Kinská
- 2016 Jane Austenová: Pýcha a předsudek, Kitty, Národní divadlo, režie Daniela Špinar[11]
- 2019 Emily Brontë, Marie Nováková: Na Větrné hůrce, Kateřina Lintonová, Švandovo divadlo, režie Martin Františák
- 2019 Pavel Jurda, Vladimír Holan, Jan Werich: Hadry, kosti, kůže, dcera, Švandovo divadlo, režie Martin Františák
- 2020 David Jařab, Nikolaj Leskov: Lady Macbeth z Újezdu, Krista, Švandovo divadlo, režie David Jařab
- 2021 John Ajvide Lindqvist, Jack Thorne: Ať vejde ten pravý, Eli, Švandovo divadlo, režie Jan Holec
- 2023 Choderlos de Laclos, Nebezpečné známosti, Cecile de Volanges (j.h.), Stavovské divadlo, režie SKUTR
- 2023 William Shakespeare: Hamlet, Guildenstern, Národní divadlo, režie SKUTR
- 2024 Gustave Flaubert: Paní Bovaryová, Ema Bovaryová, Stavovské divadlo, režie Tomáš Loužný